# Флавій Промот
Флавій Промот (*Flavius Promotu, д/н — 392) — військовий діяч часів пізньої Римської імперії.

## Життєпис
Про родину та батьків Промота немає відомостей. У 386 році був комітом в Африці. Наприкінці того ж року імператор Феодосій I призначив Промота magister peditum (начальником піхоти) у Фракії. У 387 році біля Дунаю переміг Одотей, короля готів-гревтунгів. У 388 році призначається magister equitum (начальником кінноти). Того ж року разом з Тімасієм та Рікомером здолав у битві при Саві узурпатора Магна Максима.
У 389 році стає консулом (разом з Флавієм Тімасієм). У 391 році разом з Тімасієм вправно діяв проти германських та сарматських племен, що перетнули Дунай. Промот завдав поразки ворогові у Македонії, але остаточно подолати варварів завадив Тімасій. Тому по поверненню до Константинополя між ними виник конфлікт. У 392 році зіткнувся у протистоянні з magister officiorum Руфіном. За намовленням останнього імператор відправив Промота проти варварів у Фракії, де той загинув у засідці.